# Truglio
Il truglio era una procedura utilizzata nel processo penale del Regno di Napoli. 
Secondo un primo orientamento, si ritiene che, attraverso il truglio, il reo che accusasse un complice poteva ottenere una riduzione o anche la cancellazione della propria pena. 
Una interpretazione più moderna dell'istituto paragona invece il "truglio" al classico accordo tra accusa e difesa.
Nel diritto anglosassone si parla del cosiddetto "patteggiamento", il cui progenitore sarebbe in realtà proprio l'antico truglio borbonico.
Non esistono notizie attendibili sull'etimologia della parola, che forse deriverebbe dal napoletano "intruglio".